# Герб Сеуты
Герб Сеуты — герб автономного города Сеута, сходный с гербом Португалии с тех пор, как город был захвачен королём Жуаном Португальским 21 августа 1415 года, и сохранивший такой вид после распада Иберийской унии.
Герб представляет собой серебряный щит с червлёной каймой, обременённой золотыми замками 2, 2, 2 и 1. В серебре пять лазоревых щитков, положенных в прямой крест и обременённых пятью серебряными безантами, положенными в косой крест, каждый. Щит увенчан маркизской короной.

## Символика
- На гербе метрополии 3 замка находятся в верхней части щита и два в нижней.
- Вторым отличием является корона, которая на португальском гербе традиционно была королевской, в течение короткого времени каменная республиканская корона, сейчас же на гербе Португалии нет никакой короны, в то время как на гербе Сеуты продолжает оставаться маркизская корона, потому что маркизские титулы даровались губернаторам марки, пограничной территории.